# 1121
1121 (MCXXI) var ett normalår som började en lördag i den julianska kalendern.

## Händelser

### April
- 22 april – Motpåven Gregorius VIII avsätts.

### Okänt datum
- Den ziridiske härskaren Ali ibn Yahya efterträds av Abul-Hasan al-Hasan ibn Ali.
- I hammadiddynastin efterträds Abd al-Aziz ibn Mansur av Yahya ibn Abd al-Aziz.
- Konkordatet i Worms fördömer Pierre Abaelards texter om treenigheten. Senare samma år låter Fulbert av Chartres, Héloïses farbror, kastrera Abaelard.
- Reading Abbey grundas.
- David Byggaren, kung av Georgien, besegrar med en armé på 55.000 man en 200.000-mannaarmé av musilimska koalitionstrupper vid Didgori i östra Georgien.

## Födda
- Ascelina, romersk-katolskt helgon.

## Avlidna
- 10 februari – Domnall Ua Lochlainn, storkonung av Irland sedan 1086.
- William av Champeaux, fransk filosof och Abaelards lärare.